# ジョン・アーサー・ジャーヴィス
ジョン・アーサー・ジャーヴィス（英: John Arthur Jarvis、1872年2月24日 - 1933年5月9日）は、19世紀終盤から20世紀初頭にかけ活躍したイギリスの競泳選手。
レスター生まれ。1900年のパリオリンピックに出場し、1000mと4000m自由形で金を獲得した。
1968年に国際水泳殿堂入りを果たした。